# 에디트플러스
에디트플러스(EditPlus)는 마이크로소프트 윈도우용 문서 편집기로 경상남도 진주시에 본사를 둔 이에스컴퓨팅의 김상일이 개발하였다. 1998년 3월 20일에 첫 버전이 공개되었다. 셰어웨어 저작권으로 배포되어 30일 동안 사용할 수 있으며 기간이 지난 후에는 등록하지 않으면 쓸 수 없다.
완전한 유니코드를 지원하며 파일마다 다른 시스템 코드 페이지를 갖춘 텍스트 파일의 내용을 깨지지 않게 맞추어 불러올 수 있다. 프로그래머를 위한 구문 강조 기능을 갖추고 있으며, 검색 및 바꾸기를 위한 정규 표현식과 세 가지 파일 형식(윈도, 리눅스, 매킨토시)을 지원한다. 문법 확인 기능은 미국 영어와 영국 영어를 지원한다.

## 지원하는 파일 유형
기본적으로 지원하는 파일의 유형으로는 텍스트, HTML, C/C++, 펄, PHP, 자바, JSP, 자바스크립트, VBS, CSS, XML, C#이 있으며, 그 중에서 몇 가지 파일 유형을 위한 문서 템플릿(HTML, XHTML, C/C++, 펄, 자바)을 기본으로 포함하고 있다.
공식 배포처를 통해 사용자에 의한 기존의 것을 개선하거나 새로 만든 구문 파일과 문서 템플렛을 배포하고 있다.